# Mike Crocenzi
Mike Crocenzi (* 16. Juli 1969 in Warren, Michigan, Vereinigte Staaten) ist ein ehemaliger san-marinesischer Bobfahrer.

## Leben
Anfang der 1990er Jahre gründete Mike Crocenzi zusammen mit Jean Pierre Renzi, Dino Crescentini und dessen Bruder Marcello in Rochester Hills die san-marinesische Bobnationalmannschaft.
Nachdem sie bei ihren Bob einem Wettkampf in Europa nicht wieder in die Vereinigten Staaten mit zurück nahmen, mussten sie sich bei sich bei ihrem Olympia-Qualifikationwettkampf in Lake Placid einen Bob leihen. Nach drei Tagen langsamer Zeiten entdeckten sie drei lose Schrauben am Bob. Nach der Reparatur des Bob konnten sie in einen Lauf als Dritter und einen als Vierter abschließen. Durch dieses Resultat qualifizierte sich die Crew als erste und bisher einzige des Landes für Olympische Winterspiele. Bei den Olympischen Winterspielen 1994 in Lillehammer nahm Mike Crocenzi als Anschieber von Dino Crescentini im Zweierbob-Wettkampf teil. Jean Pierre Renzi war als Ersatzathlet mitgereist. Das Duo belegte unter 43 Bobs den 41. Platz.